# Koumansetta
A Koumansetta a csontos halak (Osteichthyes) főosztályának a sugarasúszójú halak (Actinopterygii) osztályába, ezen belül a sügéralakúak (Perciformes) rendjébe, a gébfélék (Gobiidae) családjába és a Gobiinae alcsaládjába tartozó nem.

## Rendszerezés
A nembe az alábbi 2 faj tartozik:
- Koumansetta hectori (Smith, 1957)
- Koumansetta rainfordi Whitley, 1940 - típusfaj